# ناحیه کشمور
ناحیه کشمور (به انگلیسی: Kashmore District) یکی از ناحیه‌های پاکستان در پاکستان است که در ایالت سند واقع شده‌است. ناحیه کشمور ۲٬۵۹۲ کیلومتر مربع مساحت و ۱٬۰۸۹٬۱۶۹ نفر جمعیت دارد.